# Единство (1908 – 1909)
Вижте пояснителната страница за други значения на Единство.
„Единство” е вестник на бившите струмишки революционери от Вътрешната македоно-одринска революционна организация, излизал на български език в Солун след Младотурската революция в 1908 година.

## История
Главата на вестника е и на френски – L’ Union и на османски турски. Вестникът излиза 2 пъти в седмицата. Първият му брой излиза на 27 септември 1908 година, а последният - на 5 януари 1909 година, общо 25 броя. Стопанин на вестника е Христо Чернопеев, а редактори са Ангел Томов, Павел Делирадев и Димо Хаджидимов. Печата се в печатница Аквароне, както и в Обединение и Напредък (от 16 брой).
Вестникът се придържа в орбитата на марксизма. „Единство“ ратува за създаване на общоимперска политическа формация, изградена на федеративен принцип. Обявява се против въоръжените форми на борба и отхвърля искането за автономия на Македония и Одринско. Подкрепя младотурците и остро критикува десницата на ВМОРО. Слива се с вестник „Конституционна заря“ и продължава като „Народна воля“.